# Отроков, Андрей Викторович
Андрей Викторович Отроков (родился 28 октября 1985 в Красноярске, СССР) — российский регбист, игравший на позиции фулл-бека (замыкающего) или крайнего трёхчетвертного (вингера)  в команде «Красный Яр»; тренер. Выступал за сборную России по регби-15.

## Биография

### Ранние годы
До регби занимался, то есть пытался пробовать себя почти во всех видах спорта: футбол, кикбоксинг, хоккей. С регби познакомил старший брат. В 10 лет школьный друг секцию привел которая открылась на базе 134 школы и Андрей стал заниматься у первого тренера - Александра Баталова. У него он занимался вместе с Игорем Галиновским. Тренер Валерий Багдасаров заметил ребят и пригласил в команду «Красный Яр». С 2004 в системе клуба. 

### Карьера игрока
В 2006 году дебютировал во взрослой команде в матче против «Пензы», в игре вышел на позиции левого вингера. Отроков на протяжении всей карьеры был стабильным игроком основного состава. В чемпионском сезоне - 2013 года стал лучшим по попыткам всего чемпионата - 18, в том числе он отличился в первой игре финала против «СТМа». В 2015 году игрок выиграет чемпионат во второй раз. Также на его счету 4 победы в Кубке страны. В 2017 завершил карьеру не восстановившись от травмы колена.

### Карьера в сборной
В сборной дебютировал в 2012 году в матче против Украины в Сочи. Там же набрал первые очки за сборную.

### Личная жизнь
Женат. Супругу зовут Мария, знают друг друга ещё со школы. Есть два сына. Через два дня после рождения первого сына Александра Андрей впервые получил вызов в сборную России, так что у него даже не получилось забрать сына из роддома.
Окончил техникум физической культуры. После техникума окончил университет. 
Из иностранных команд сопереживает за французскую «Тулузу» и английский «Нортгемптон Сэйнтс» в бытность нахождения там Василия Артемьева.
Андрею также нравится хоккей. Любимые игроки — Павел Буре и Павел Дацюк

## Карьера тренера
После завершения игровой карьеры Андрей стал тренером в детской спортивной школе и в основной команде «Красного Яра» по регби-7. Также вошёл в тренерский штаб сборной России до 20 лет, где продолжает работать по сей день. 
В 2019 году перешёл на работу в «Металлург», где отвечает за работу с игроками линии трёхчетвертных и с командой по регби-7.

## Достижения
- Чемпионат России:
  -  Чемпион России: 2013, 2015
- Кубок России:
  -  Обладатель Кубка России: 2006, 2011, 2013, 2015.